# Маджи, Андреа
Андреа Маджи (1855 или 1850, Турин — 26 апреля 1910, Милан)  —  итальянский трагик; выступал в России; репертуар — классическая трагедия.

## Карьера
Начал выступать на сцене с восемнадцати лет и за короткое время приобрёл известность даже за пределами Италии. В 1892 Маджи с большим успехом выступал в Санкт-Петербурге в Малом театре и других городах России. Нередко играл рядом с Росси и Сальвини, не теряя от сравнения с ними.
Его лучшие роли — Гамлет, Кин («Кин, или Гений и беспутство», пьеса Дюма), Отелло (эту роль ему уступал в своей труппе Сальвини, сам игравший Яго), Красный граф (в пьесе под тем же названием, для него написанной итальянским драматургом Джиакоза). В его репертуар входили «Смерть Иоанна Грозного» А. Толстого и «Каменный гость» Пушкина.